# Michael Hersch
Michael Nathaniel Hersch (Washington D.C., 26 juni 1971) is een Amerikaans componist en pianist. Zijn stijl is overwegend traditioneel, maar zijn muziek is aan de sombere kant.

## Biografie
Hij groeide op in Reston, Virginia. Hij kwam pas laat (18 jaar) in contact met klassieke muziek toen zijn broer (hoornist) hem een video-opname liet zien van de 5e symfonie van Beethoven, gedirigeerd door Georg Solti. Het opende zijn ogen. Citaat van de componist: "This took me. It scrambled everything. That's when I knew that I was to be a composer... My whole life started over at that moment." Na dit begin maakte hij vervolgens kennis met muziek van Johann Sebastian Bach, Dmitri Sjostakovitsj, Alban Berg en Gustav Mahler.
Hij begon daarop een studie aan het Peabody Conservatory te Baltimore bij Morris Cotel. Deze Cotel stond bekend om zijn losse manier van lesgeven om zo zijn leerlingen alle vrijheid te geven in hun muzikale ontwikkeling. Later ging Hersch studeren aan het Moskous Conservatorium, bij Albert Leman en Roman Ledenev en haalde daar zijn certificaat in 1995. Hierna ging hij terug naar Peabody om ook daar te slagen. Tegelijkertijd kwam hij in contact met medecomponisten als John Corigliano en John Harbison. Hij werd ook een fan van de Amerikaanse componist Georg Rochberg, die hij vaak citeert.

## Talent
Hij bleek bijzonder getalenteerd als componist. Al in 1997 stond zijn eerste première op het programma in het Lincoln Center in New York. Dirigente Marin Alsop, die kennelijk een zwak voor zijn muziek heeft, dirigeerde toen zijn "Elegie voor strijkers"; dit leverde hem direct de American Composers Prize op. Daarna volgde vele beurzen en prijzen. Via die beurzen en prijzen kwam hij in contact met meerdere tijdgenoten, zoals Christopher Rouse, Luciano Berio en Hans Werner Henze. Daarnaast ontwikkelde hij zichzelf ook tot een gewaardeerd pianist. Bij een concert in Berlijn werd hem gevraagd of hij ook kamermuziek gecomponeerd had; de vrager bleek later een musicus te zijn van het Berliner Philharmoniker. Toen hij daarop bevestigend antwoordde, leidde dat tot een opname door musici van dat orkest dat werd uitgegeven door Vanguard Classics. 
Marin Alsop blijft inmiddels met "haar" Bournemouth Symphony Orchestra zijn composities uitvoeren, hetgeen in 2006 leidde tot de uitgave van een album met orkestrale werken in de serie American Classics van Naxos Records.

## Oeuvre

### Orkest
- On Sorrow, Anger and Reflection (1998), première door de CBC Vancouver Symphony;
- Ashes of Memory (1998-99), première door het Pittsburgh Symphony Orchestra, Mariss Jansons dirigent;
- Recollections of Fear, Hope and Discontent (1998), première door de New York Chamber Symphony;
- Symphony No. 1 (1999), in opdracht van en uitgevoerd door het Dallas Symphony Orchestra voor hun 100-jarig bestaan;
- Umbra (2001), geschreven voor het Brooklyn Philharmonic en Robert Spano
- Symphony No. 2 (2001), opdracht door het Pittsburgh Symphony Orchestra en Mariss Jansons;
- Fracta (2003), gebaseerd op zijn kamermuziekwerk After Hölderlin's Hälfte des Lebens;
- Arraché (2005);
- Variations on a Theme of Hugo Wolf (2004): voor kamer- of groot orkest;

### Orkest met solist
- Piano Concerto (2002), première door Garrick Ohlsson in opdracht van drie orkesten: Pittsburgh, St. Louis, en Oregon SO's.

### Kamermuziek
- Elegy for Strings (1997);
- Piano Quartet (1999);
- Trio No. 1, voor viool, klarinet en piano;
- Trio No. 5, voor viool, klarinet en piano (1998), opdracht van het Verdehr Trio;
- Kwartet voor hoorn, viool, cello en piano; opdracht van het Orchestra of St. Luke's
- After Hölderlin's Hälfte des Lebens, voor klarinet en cello (2000), geschreven voor de Belgische klarinettist Walter Boeykens;
- Twee stukken voor cello en piano (2000)
- After Hölderlin's Hälfte des Lebens, voor altviool en cello (2002)
- Octet voor strijkers (4 violen, 2 altviolen en 2 celli) (2002), een bewerking van Umbra, in opdracht van Boris Pergamenschikow en het Kronberg Akademie;
- Variations on a Poem, voor piano, viool en cello (2004),

### Solo - Instrumentaal
- Sonata No. 1 voor cello solo (1994; gereviseerd 2001), gecomponeerd voor Daniel Gaisford
- Sonata No. 2 voor cello solo (2001);
- Sonata voor viool solo (1999)
- Recordatio (2003), voor piano solo, in memoriam voor Luciano Berio
- Two Pieces for Piano, een bewerking van de eerste twee delen van zijn pianoconcert;
- Miłosz Fragments, voor piano (2000)
- Tramontane, voor piano solo (2000-01)
- Reflections on a Work of Henze (2001), uitgevoerd door de componist op de 75e verjaardag van Henze;
- the wreckage of flowers: 21 stukken naar poëzie en proza van Czesław Miłosz (2004); een sonate voor viool en piano, opdracht door Midori;
- Five Fragments voor viool (2004);
- The Vanishing Pavilions voor piano (2005): (Books 1 & 2 complete);
- Fantasy on Samuel Scheidt's "Es wolle Gott uns gnaedig sein" voor piano (2005);

### Zang
- Elegy, voor bariton en piano (2001), tekst op gedicht door Theodore Roethke
- It Was Beginning Winter, voor bariton en piano (2001), tekst op gedicht door Theodore Roethke

## Bron
- Engelstalige Wikipedia, dus vanuit Vanguard Classics en Naxos Records.

- Bibsys: 7013504
- Gemeinsame Normdatei: 1089798253
- International Standard Name Identifier: 0000 0000 4368 1783
- Library of Congress Control Number: no00026607
- MusicBrainz: 9a9f30f3-ec90-49bc-add3-546851be6e47
- Virtual International Authority File: 77149106340568492775
- WorldCat: E39PBJkp9gmXKKj7ydHtGrMVmd